# فیلودموس
فیلودموس اهل گادارا (زبان یونانی: Φιλόδημος ὁ Γαδαρεύς، Philodēmos، به معنی «عشق به مردم»؛ ح ۱۱۰ پ‌م - احتمالاً ۴۰ یا ۳۵ پ‌م) فیلسوف و شاعر اپیکوریست بود. وی پیش از عزیمت به رم، و سپس به هرکولانوم، زیر نظر زنون صیدونی در آتن تحصیل کرد. او پیش‌تر به خاطر شعرهایش که در مجموعه آنتولوژی یونان حفظ شده بود، شناخته می‌شد؛ اما در قرن هجدهم میلادی بسیاری از نوشته‌های او در میان رول‌های پاپیروس سوخته در ویلا پاپیروس در هرکولانوم کشف شد. کار کاوش و رمزگشایی این رول‌ها دشوار است و کار تا امروز ادامه دارد. آثار فیلودموس که تاکنون کشف شده‌اند شامل تألیفاتی در زمینه اخلاق، الهیات، بلاغت، موسیقی، شعر و تاریخ مکاتب مختلف فلسفی است. اتل راس بارکر در سال ۱۹۰۸ پیشنهاد کرد که فیلودموس مالک ویلا کتابخانه پاپیری است.

## زندگی
فیلودموس در سال ۱۱۰ قبل از میلاد، در گادارا، کوئله-سیریا (در اردن کنونی) به دنیا آمد. وی قبل از اقامت در رم، حدود ۸۰ قبل از میلاد، نزد فیلسوف اپیکوری فنیقی، زنون صیدونی، رئیس (دانشمند) پیروان مکتب اپیکور، در آتن تحصیل کرد. او پیرو زنون بود، اما نوآوری‌هایی در زمینه زیبایی‌شناسی داشت، که در آن اپیکوری‌های محافظه‌کار سهم کمی داشتند. به خاطر دیدگاه‌های فلسفی و به دلیل جذاب بودن اشعارش از فیلودموس به گرمی ستایش شد.